# جلعاد آتزمون
جلعاد آتزمون (بالعبرية: גלעד עצמון‏) (مواليد 9 يونيو 1963) هو عازف ساكسوفون جاز، وروائي، وناشط سياسي، وكاتب. ولد في تل أبيب، إسرائيل لعائلة يهودية علمانية وتدرب في أكاديمية روبين للموسيقى في القدس. هاجر إلى لندن، بريطانيا عام 1994، حيث التحق بجامعة إسكس وحصل على درجة الماجستير في الفلسفة. يقيم فيها من ذلك الحين، ليصبح مواطن بريطاني عام 2002. تخلى آتزمون عن جنسيته الإسرائيلية.
يصف نفسه في مناسبات مختلفة ب«اليهودي العلماني»، و«الفلسطيني الناطق بالعبرية».
قارن آتزمون الفكر اليهودي بفكر النازيين ووصف سياسة إسرائيل تجاه الفلسطينيين بأنها إبادة جماعية. ويشير إلى اتهامات معاداة السامية بأنها «جهاز إسكات صهيوني معتاد». يقول آتزمون أنه بسبب آراءه فقد عروض أداء عمل، وخاصة في الولايات المتحدة.

## روابط خارجية
- جلعاد آتزمون على موقع IMDb (الإنجليزية)
- جلعاد آتزمون على موقع ميوزك برينز (الإنجليزية)
- جلعاد آتزمون على موقع ديسكوغز (الإنجليزية)

- الموقع الرسمي